# Georges Mikautadze
Georges Mikautadze (Lyon, 31 oktober 2000) is een in Frankrijk geboren Georgisch voetballer die speelt als aanvaller.

## Clubcarrière
Mikautadze genoot zijn jeugdopleiding bij FC Gerland, Olympique Lyon, AS Saint-Priest en FC Metz. Bij die laatste club maakte hij op 7 december 2019 zijn officiële debuut in het eerste elftal tijdens een competitiewedstrijd tegen OGC Nice, waarin hij zeven minuten voor tijd inviel.
In het seizoen 2020/21 werd hij samen met vijf ploegmaats uitgeleend aan RFC Seraing in de Belgische Eerste klasse B. Daar nam Mikautadze een vliegende start door bij zijn officiële debuut tegen Lommel SK meteen viermaal te scoren. Op de tweede en vierde speeldag scoorde hij eenmaal tegen KMSK Deinze en Union Sint-Gillis, op de twee daaropvolgende speeldagen scoorde hij een hattrick tegen Lierse Kempenzonen en Club NXT. De Georgische Fransman had zo na zes speeldagen al twaalf keer gescoord voor Seraing. Op de zevende speeldag deed hij er twee goals bij tegen RWDM. Daarna viel zijn doelpuntenproductie wat terug, maar desondanks bood Metz hem in maart 2021 een contractverlenging tot 2025 aan. Mikautadze sloot de reguliere competitie af met 19 doelpunten, waardoor hij topschutter van het seizoen werd (hoewel Dante Vanzeir ook 19 keer scoorde in de reguliere competitie). Mikautadze sloot het seizoen uiteindelijk af met 22 goals, want in de barragewedstrijden tegen Waasland-Beveren scoorde hij drie keer: in de heenwedstrijd legde hij diep in de blessuretijd vanop de strafschopstip de 1-1-eindstand vast, en in de terugwedstrijd scoorde hij twee van de vijf Luikse goals in de 2-5-zege van Seraing. Mikautadze nam zo afscheid van de club met een promotie.
Mikautadze keerde terug naar Metz, dat in maart 2021 zijn contract al had opengebroken tot 2025. Op de eerste competitiespeeldag van het seizoen 2021/22 mocht hij tegen kampioen Lille OSC in de blessuretijd invallen. Eind augustus 2021 besloot Metz echter om Mikautadze opnieuw voor één seizoen bij Seraing te stallen. Op 12 september 2021 maakte hij zijn debuut in de Jupiler Pro League: in de Luikse derby tegen Standard Luik liet trainer Jordi Condom hem tijdens de rust invallen voor Wagane Faye. Drie dagen later scoorde hij in de Beker van België een hattrick tegen KSC Lokeren-Temse. Later die week opende hij in de 2-1-nederlaag tegen Antwerp FC zijn doelpuntenrekening in de Jupiler Pro League.
Op 30 augustus 2023 tekende hij een contract bij Ajax tot medio 2028. Ajax betaalde een transfersom van ruim € 16 miljoen aan FC Metz, dat nog zou kunnen oplopen tot ruim € 19 miljoen. Hij was een van de aankopen onder verantwoordelijkheid van technisch directeur Sven Mislintat. Op 3 september debuteerde hij voor Ajax, als basisspeler in de uitwedstrijd tegen Fortuna Sittard. Bij Ajax kende hij een stroeve start. De spitspositie werd bezet door Brian Brobbey en Chuba Akpom, waardoor de rol van Mikautadze vooral beperkt bleef tot invalbeurten op andere posities. Hij kreeg weinig speeltijd, en als hij wel speelde verliep dit niet altijd even goed.
Op 4 januari 2024 bereikten Ajax en FC Metz overeenstemming over de verhuur van de speler aan de Franse club voor een half seizoen, met een optie tot koop. Bij Metz hervond hij zijn productiviteit in het maken van doelpunten. De Franse club besloot aan het einde van het seizoen de optie te lichten en nam Mikautadze weer over voor 13 miljoen euro. 

## Clubstatistieken
| Seizoen         | Club            | Competitie      | Competitie | Competitie | Beker | Beker | Europees | Europees | Totaal | Totaal |
| Seizoen         | Club            | Competitie      | Wed.       | Dlp.       | Wed.  | Dlp.  | Wed.     | Dlp.     | Wed.   | Dlp.   |
| --------------- | --------------- | --------------- | ---------- | ---------- | ----- | ----- | -------- | -------- | ------ | ------ |
| 2019/20         | FC Metz         | Ligue 1         | 1          | 0          | —     | —     | —        | —        | 1      | 0      |
| 2020/21         | → Seraing       | Eerste klasse B | 23         | 22         | 1     | 0     | —        | —        | 24     | 22     |
| 2021/22         | FC Metz         | Ligue 1         | 1          | 0          | —     | —     | —        | —        | 1      | 0      |
| 2021/22         | → Seraing       | Eerste klasse A | 30         | 10         | 3     | 4     | —        | —        | 33     | 14     |
| 2022/23         | FC Metz         | Ligue 2         | 37         | 23         | 3     | 1     | —        | —        | 40     | 24     |
| 2023/24         | FC Metz         | Ligue 1         | 3          | 2          | —     | —     | —        | —        | 3      | 2      |
| 2023/24         | Ajax            | Eredivisie      | 6          | 0          | 1     | 0     | 2        | 0        | 9      | 0      |
| 2023/24         | → FC Metz       | Ligue 1         | 20         | 13         | —     | —     | —        | —        | 20     | 13     |
| Carrière totaal | Carrière totaal | Carrière totaal | 121        | 70         | 8     | 5     | 2        | 0        | 131    | 75     |

Bijgewerkt op 18 juni 2024.

## Interlandcarrière
Mikautadze maakte op 25 maart 2021 zijn interlanddebuut voor Georgië: in de WK-kwalificatiewedstrijd tegen Zweden (1-0-nederlaag) viel hij in de 84e minuut in voor Giorgi Kvilitaia. Tijdens die korte invalbeurt liep hij een blessure op, waardoor hij de daaropvolgende interlands tegen Spanje en Griekenland aan zich moest laten voorbijgaan. Op 2 juni 2021 scoorde hij in de vriendschappelijke interland tegen Roemenië zijn eerste interlanddoelpunt.
Mikautadze werd op 22 mei 2024 door bondscoach Willy Sagnol opgenomen in de Georgische selectie voor het EK 2024 in Duitsland. Hij maakte in de groepswedstrijd tegen Turkije het eerste EK-doelpunt van Georgië ooit. Vervolgens scoorde hij ook in de andere groepswedstrijden, tegen Tsjechië en Tsjechië. Georgië eindigde als derde in de groep, waarna het in de achtste finales met 4–1 verloor van Spanje.
| Interlands van Georges Mikautadze | Interlands van Georges Mikautadze | Interlands van Georges Mikautadze | Interlands van Georges Mikautadze | Interlands van Georges Mikautadze | Interlands van Georges Mikautadze | Interlands van Georges Mikautadze |
| No.                               | Datum                             | Wedstrijd                         | Uitslag                           | Soort Wedstrijd                   | Doelpunten                        |                                   |
| Als speler bij RFC Seraing        | Als speler bij RFC Seraing        | Als speler bij RFC Seraing        | Als speler bij RFC Seraing        | Als speler bij RFC Seraing        | Als speler bij RFC Seraing        | Als speler bij RFC Seraing        |
| --------------------------------- | --------------------------------- | --------------------------------- | --------------------------------- | --------------------------------- | --------------------------------- | --------------------------------- |
| 1.                                | 25 maart 2021                     | Zweden – Georgië                  | 1 – 0                             | Kwalificatie WK 2022              | -                                 |                                   |
| 2.                                | 2 juni 2021                       | Roemenië – Georgië                | 1 – 2                             | Vriendschappelijk                 | 61'                               |                                   |
| 3.                                | 6 juni 2021                       | Nederland – Georgië               | 3 – 0                             | Vriendschappelijk                 | -                                 |                                   |
| 4.                                | 2 september 2021                  | Georgië – Kosovo                  | 0 – 1                             | Kwalificatie WK 2022              | -                                 |                                   |
| 5.                                | 5 september 2021                  | Spanje – Georgië                  | 4 – 0                             | Kwalificatie WK 2022              | -                                 |                                   |
| 6.                                | 8 september 2021                  | Bulgarije – Georgië               | 4 – 1                             | Vriendschappelijk                 | -                                 |                                   |
| Totaal                            | Totaal                            | Totaal                            | Totaal                            | Totaal                            | 1                                 |                                   |

Bijgewerkt tot 23 oktober 2022

## Erelijst

### Persoonlijk
- Topscorer Eerste klasse B: 2020/21
- Seraing speler van het seizoen: 2020/21[20]
- Topscorer Ligue 2: 2022/23
- Beste speler Ligue 2: 2022/23

1 Dietsch ·
2 Colin ·
3 Udol  ·
5 Candé ·
6 N'Doram ·
7 Diallo · 
8 Traoré · 
10 Mikautadze · 
11 Lamkel Zé · 
12 Tchimbembé ·
14 Sabaly · 
15 Lô · 
16 Oukidja ·
17 Tetteh · 
18 Camara · 
21 N'Guessan ·
22 Van Den Kerkhof · 
25 Atta · 
26 Mbaye · 
27 Jean Jacques · 
29 Hérelle · 
30 Caillard ·
34 N'Duquidi · 
36 Jallow · 
37 I. Sané · 
38 S. Sané · 
39 Kouao · 
99 Asoro · 
Coach: Bölöni
· Assistent-coach: Delmotte
1 Loria ·
2 Kakabadze ·
3 Dvali ·
4 Kasjia  ·
5 Kvirkvelia ·
6 Kotsjorasjvili ·
7 Kvaratschelia ·
8 Zivzivadze ·
9 Davitasjvili ·
10 Tsjakvetadze ·
11 Kvilitaia ·
12 Goegesjasjvili ·
13 Gotsjoleisjvili ·
14 Lotsjosjvili ·
15 Gvelesiani ·
16 Kvekveskiri ·
17 Kiteisjvili ·
18 Altoenasjvili ·
19 Sjengelia ·
20 Mekvabisjvili ·
21 Tsitaisjvili ·
22 Mikautadze ·
23 Lobzjanidze ·
24 Tabidze ·
25 Mamardasjvili ·
26 Sigoea ·
Coach: Sagnol